# لماذا كان فرويد مخطئا
لماذا كان فرويد مخطئًا: الخطيئة والعلم والتحليل النفسي (1995 ؛ الطبعة الثانية 1996 ؛ الطبعة الثالثة 2005) هو كتاب لريتشارد ويبستر ، حيث يقدم المؤلف نقدًا لسيجموند فرويد والتحليل النفسي ، ويحاول تطوير نظريته الخاصة عن طبيعة الإنسان. يجادل ويبستر بأن فرويد أصبح نوعًا من المسيح وأن التحليل النفسي هو علم زائف واستمرار مقنع للتقليد اليهودي المسيحي . يؤيد ويبستر حجج جيلبرت رايل ضد فلسفات العقل في كتاب مفهوم العقل (1949) ، وينتقد العديد من المؤلفين الآخرين لطريقة تعاملهم مع فرويد والتحليل النفسي.
الكتاب الذي يمكن يذكر لوبستر ، وقد وُصف بأنه "لامع" و "نهائي" ، ولكن تم انتقاده أيضًا بسبب أوجه القصور العلمية والحجج. لقد شكلت جزءًا من "حروب فرويد" ، وهو جدل مستمر حول التحليل النفسي.

## ملخص
جادل ويبستر بأن فرويد أصبح نوعًا من المسيح وأن التحليل النفسي علم زائف واستمرار مقنع للتقليد اليهودي المسيحي.  وأن التحليل النفسي "ربما أكثر العلوم الزائفة تعقيدًا ونجاحًا" في التاريخ ،  ووصف فرويد بأنه محتال سعى لتأسيس دين باطل.  ومع ذلك ، كتب ويبستر أيضًا أن "هدفي النهائي ليس إذلال فرويد أو إلحاق ضرر مميت به أو لأتباعه. إنه لتفسير وإلقاء الضوء على معتقداته وشخصيته من أجل أن نفهم بشكل أفضل ثقافتنا وتاريخنا ، وفي الواقع ، علم النفس الخاص بنا. هذه المحاولة البناءة لتحليل طبيعة ومصادر أخطاء فرويد هي ما يشير إليه عنواني في المقام الأول  كما ناقش تأثير فرويج على البيولوجي إرنست هيكل 
كتب ويبستر أنه بينما ألف إرنست جونز كتاب حياة وعمل سيغموند فرويد (1953-1957) بهدف معلن وهو تصحيح "أسطورة كاذبة" عن فرويد ، استبدل جونز تلك السلبية بأسطورة إيجابية. يؤكد ويبستر أن جونز "لم يتردد في تنقيح الواقع حيثما بدا أنه يتعارض مع الصورة التي سعى إلى إنشائها."  يجادل ويبستر أنه بينما يتم تقديم كتاب بيتر جاي فرويد: حياة لوقتنا (1988) باعتباره تمرينًا موضوعيًا في الدراسات التاريخية ، ويأخذ في الاعتبار إخفاقات التحليل النفسي وأخطاء فرويد ، إلا أن جاي مع ذلك يحتفظ بموقف موقر تجاه فرويد ، الحفاظ على الأساطير التي روجت عنه التي ابتكرها كتّاب السير السابقون. أطلق ويبستر على هذه الأساطير اسم "أسطورة فرويد". ويشير إلى أن الإشادة التي تلقاها الكتاب تدل على استمرار أسطورة فرويد ، مشيرًا إلى أنه مع استثناءات مثل بيتر سواليس ،  أشاد به العديد من المراجعين ، خاصة في بريطانيا. لقد رأى أن جاذبيته لمؤيدي التحليل النفسي هي وجهة نظره الإيجابية للأفكار الفرويدية. 
يؤيد حجج جيلبرت رايل ضد فلسفات العقل في كتاب مفهوم العقل (1949) ، مشيرًا إلى أنها توحي بأن "نظريات الطبيعة البشرية التي تنكر دليل السلوك وتشير فقط أو بشكل أساسي إلى الأحداث العقلية غير المرئية لن تكون قادرة في حد ذاتها أبدًا. لفتح أهم ألغاز الطبيعة البشرية ". كتب ويبستر أن كتاب الفيلسوف أدولف جرونباوم أسس التحليل النفسي (1984) قد انتقد من قبل فرانك سيوفي ، الذي رفض تصوير جرونباوم لفرويد كمحقق فلسفي ماهر في علم النفس البشري. يجادل ويبستر أنه بينما يحتوي الكتاب على الكثير من الانتقادات ذات الصلة لفرويد ، فقد تم المبالغة في تقديره من قبل نقاد التحليل النفسي بسبب أسلوبه النظري والتجريدي المفرط في الحجة ، كما أنه صرف الانتباه عن قضايا مثل شخصية فرويد. قارن ويبستر كتاب المحلل النفسي السابق جيفري موسييف ماسون الهجوم على الحقيقة The Assault on Truth (1984) بكتاب ثونتون EM Thornton المغالطة الفرويدية (1983) ، ووجد كلا المؤلفين معاديين لفرويد والتحليل النفسي. ومع ذلك ، اقترح أن ماسون احتفظ برؤية إيجابية جزئية لفرويد. نسب ويبستر الفضل إلى ماسون في تقديم بعض المساهمات في تاريخ التحليل النفسي ، لكنه كتب أن حجته المركزية لم تقنع مؤسسة التحليل النفسي أو غالبية منتقدي فرويد ، حيث قبل ماسون أن فرويد صاغ نظرية الإغواء على أساس ذكريات إغواء الطفولة. قدمه مرضاه ، وهو رواية متنازع عليها علماء مثل Cioffi و Thornton و Han Israelëls و Morton Schatzman ، الذين جادلوا بأن رواية فرويد الأصلية لأساليبه العلاجية تشير إلى أن هذا ليس ما حدث. وفقًا لبستر ، أكدت نظرية الإغواء لدى فرويد أن حلقات الإغواء في مرحلة الطفولة سيكون لها تأثير مرضي فقط إذا لم يكن لدى الضحية تذكر واعي لها ، وكان الغرض من جلساته العلاجية ليس الاستماع إلى الذكريات المعروضة بحرية ولكن تشجيع مرضاه على القيام بذلك. اكتشاف أو إنشاء مشاهد لم يتذكروها. ألقى ويبستر باللوم على ماسون في تشجيعه على انتشار حركة الذاكرة المستعادة من خلال الإيحاء بأن معظم أو جميع حالات العصاب الخطيرة ناتجة عن الاعتداء الجنسي على الأطفال ، وأن المحللين النفسيين التقليديين شاركوا بشكل جماعي في إنكار هائل لهذه الحقيقة ، وأنه بذل جهد جماعي ضخم بنفس القدر لاستعادة الذكريات المؤلمة لسفاح القربى . يصف ويبستر كتاب حروب الذاكرة The Memory Wars (1995) للناقد فريدريك كروز بأنه أحد أهم المساهمات في النقاش حول علاج الذاكرة المستعاد. كتب ويبستر أن تراجع وسقوط الإمبراطورية الفرويدية لعالم النفس هانز آيسنك (1985) يحتوي على العديد من الانتقادات المقنعة لفرويد ، لكنه ينتقد إيسنك لقبوله غير النقدي حجة إليزابيث ثورنتون بأن مريضة جوزيف بروير عانت من التهاب السحايا السلي. كتب ويبستر أن بعض حجج توماس سزاس في كتاب خرافة المرض العقلي The Myth of Mental Illness (1961) مشابهة له ، لكنه يختلف مع وجهة نظره بأن الهستيريا كانت مشكلة عاطفية وأن مرضى جان مارتن شاركو لم يكونوا مصابين بمرض عقلي حقيقي. ويخلص ويبستر إلى أنه لا يوجد "نقد سلبي" للتحليل النفسي "يمكن أن يشكل تفنيدًا مناسبًا" لنظريات فرويد ، لأن "النظريات السيئة لا يمكن إخراجها إلا من خلال نظريات أفضل". 

## تاريخ النشر
نُشر كتاب لماذا كان فرويد مخطئًا لأول مرة في عام 1995 بواسطة HarperCollins. في عام 1996 ، تم نشر طبعة مع مقدمة مضافة. في عام 2005 ، تم نشر طبعة مع ملحق جديد من قبل The Orwell Press.  تُرجم العمل إلى الفرنسية والإسبانية والبرتغالية والروسية والهنغارية. 

## استقبال الكتاب

### التعليق الإعلامي
تلقى كتاب لماذا كان فرويد مخطئًا مراجعات إيجابية من جينيفيف ستوتافورد في مجلة النشر الأسبوعية ،  الطبيب النفسي إي فولر توري في ناشيونال ريفيو ،  والناقد ديفيد لودج في كومنويل ،  مراجعة مختلطة من دينيس جي تويجز في مجلة المكتبة ،  ومراجعة سلبية من المؤرخ فرانك ماكلين في New Statesman & Society .  تمت مراجعة الكتاب أيضًا من قبل بريندا جرازيس في Booklist ،  كاتب السيرة الذاتية بول فيريس في السبكتيتر The Spectator ،  ومن عالم النفس ستيوارت ساذرلاند في ملحق Times Higher Education Supplement ،  RH Balsam Choice ،  الطبيب النفسي بوب جونسون في نيو ساينتست ،  كيت تشيشولم في TES ،  سارة بوكسر في نيويورك تايمز بوك ريفيو ،  وناقشها الصحفي بوب وفيندين في الجارديان . 
وصف ستوتافورد الكتاب بأنه "نقد هائل لنظريات فرويد وممارسة التحليل النفسي الحديثة".  وصف توري الكتاب بأنه "أكاديمي وموضوعي". وأشار إلى أن ويبستر كان مناسبًا تمامًا لمهمة مناقشة الجذور المسيحية لأفكار فرويد وأثنى عليه في تقديم مناقشة مفصلة لشخصية فرويد التي كشفت عن "سماتها غير السارة" ، على الرغم من أنه اعتبر تعليقه بأن فرويد كان "أحيانًا لم يبال تمامًا بالحقيقة" كأقل ما يقال. وجد مناقشته لحركة الذاكرة المستعادة بانه أحد أكثر أقسام الكتاب إثارة للاهتمام. ومع ذلك ، فقد انتقده لعدم تقديم المزيد من النقاش حول التأثير الثقافي لنظريات فرويد ، وفشله في معالجة "تعاليم فرويد المعادية للمرأة" وتأثيراتها على الحركة النسائية ، ولتقديم معلومات غير كافية حول استخدام فرويد للكوكايين. 
اعتبر لودج الكتاب "بحثًا استثنائيًا وواضحًا وجدلًا جيدًا" ، بالإضافة إلى أنه "مثير فكريًا" و "صعبًا" ، وأشار إلى أنه "مرتبط بمشروع طموح لعلم حقيقي للطبيعة البشرية". كتب أنه كان من المستحيل قراءته "دون أن يتزعزع احترام المرء لفرويد ويتضاءل". ومع ذلك ، أضاف أنه كان من الممكن "التعلم منه دون قبول أطروحة ويبستر القائلة بأن أفكار فرويد لا قيمة لها على الإطلاق". قبل حجة ويبستر بأن نمو حركة التحليل النفسي يتوافق بشكل وثيق مع التطور التاريخي للأديان ، لكنه كتب أن هذا لا يشوه بالضرورة التحليل النفسي. 
وصف تويجز الكتاب بأنه قابل للقراءة، وكتب أنه قدم حجة فعالة وينافس كتاب الطبيب النفسي هنري إلينبرغر " اكتشاف اللاوعي" (1970). ومع ذلك ، انتقد ويبستر لفشلها في معالجة النقطة القائلة بأن التحليل النفسي أضاف "بُعدًا حاسمًا لنظرية متنامية للسلوك البشري وللروحانية". 
وصف ماكلين العمل بأنه "أغرب كتاب يأتي في طريقي منذ سنوات". كتب أن ويبستر قام "بأشد هجوم وحشية على فرويد والتحليل النفسي" ، وقدم محاولة مشوشة وانتقائية لتطوير نظرية عامة عن الطبيعة البشرية. وبرى أن الكتاب فشل في الارتقاء إلى مستوى "الادعاءات العظيمة" التي أدلى بها ناشروه. وانتقد ويبستر لقوله إن المرض العقلي هو مرض عضوي خاطئ ، وانتقاد الأطباء والأطباء النفسيين على الرغم من افتقاره للمؤهلات الطبية ، لتقديمه تفسيرات تخمينية لحالات الهستيريا والفصام ، لإصراره بشكل غير معقول "على أن فرويد كان يجب أن يعرفنا ... كل مرحلة من مراحل عمله مع المرضى "، ولسوء فهم التحليل النفسي. وجد انتقادات ويبستر لمفاهيم مثل "الغضب اللاواعي" غير مقنعة ، واتهمه بـ "التناقضات الداخلية" ، وكتب أنه "لديه عادة مقلقة تتمثل في الاستشهاد بالسلطات المعادية للفرويد لتدعيم الحجة ثم الكر عليهم للادعاء بأن بقية حجتهم المناهضة لفرويد خاطئة ". 
اقترح فويندين أن كتاب لماذا كان فرويد مخطئًا قد يكون الكتاب الذي يبقي ذكر ويبستر بشكل أفضل.